# Senhor Bom Jesus de Iguape

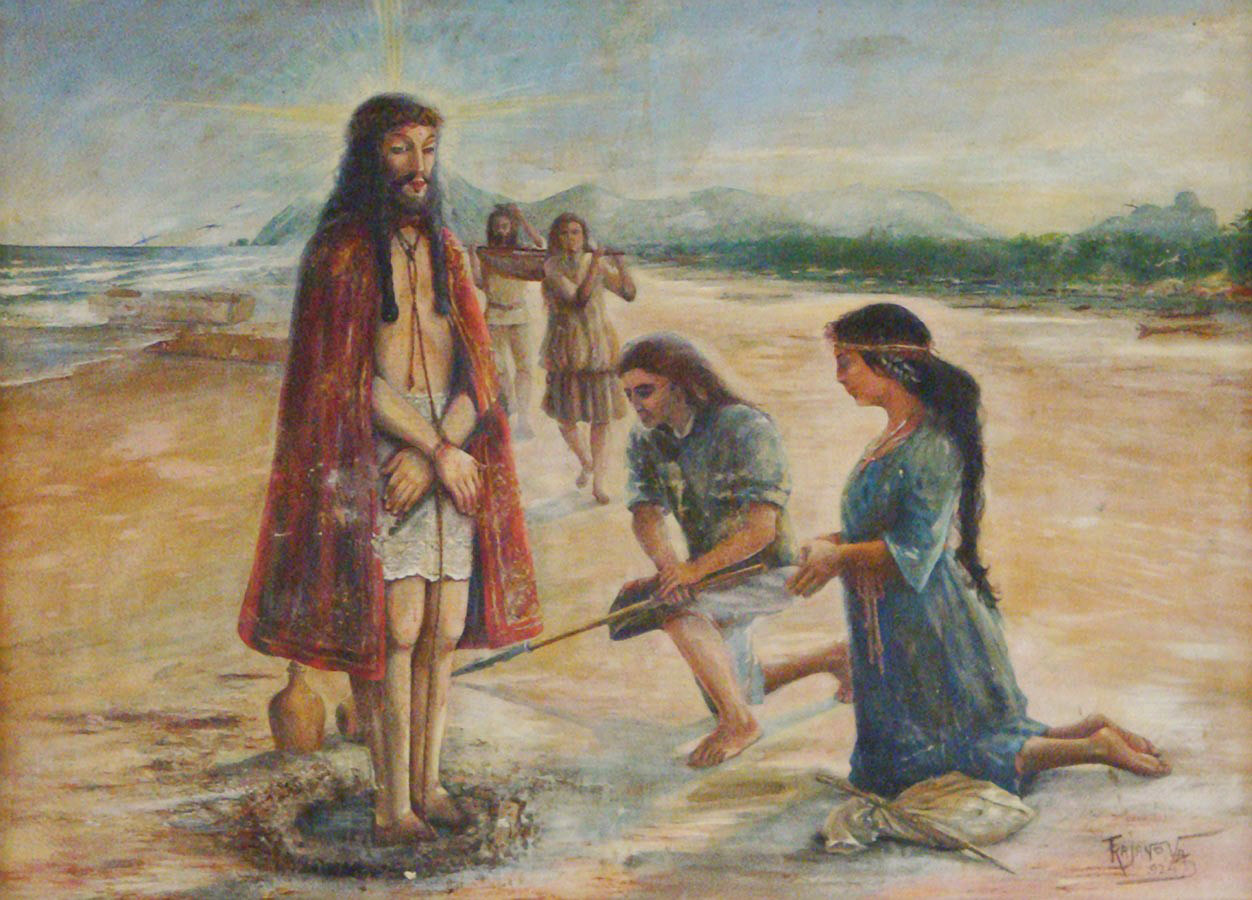
Em 1918, Trajano Vaz retratou o encontro da imagem do Senhor Bom Jesus de Iguape, na Praia do Una, Juréia, no ano de 1647.

Em 1647, no auge da riqueza proporcionada pelo ouro, Iguape transformou-se em um centro de peregrinação. Na descrição do aparecimento da santa imagem, mandada escrever no Livro do Tombo em 1730, pelo Reverendo Padre Christóvão da Costa e Oliveira, o qual a transcreveu de documentos ainda mais antigos, e era tradição que a imagem do Senhor Bom Jesus vinha do Reino de Portugal, embarcada para Pernambuco, e ao encontrar com inimigos infiéis, com receio de ter seus objetos religiosos profanados, os portugueses a lançaram no mar, juntamente com o que se achou junto dela, cera e azeite doce.
Alguns meses depois, Francisco de Mesquita, morador da Praia da Jureia, mandou dois índios boçais e sem conhecimento da fé, para a Vila Nossa Senhora da Conceição de Itanhaém. Estes, ao passarem pela Praia do Una, acharam junto ao rio Passauna, um vulto desconhecido rolando nas ondas, e levaram-no para a praia, onde cavaram um buraco e o puserão em pé com o rosto para o nascente e assim deixaram com um caixão, cera do reino e umas botijas de azeite doce, os quais se encontravam afastados do local. Ao retornar, os índios acharam o dito vulto desconhecido, no mesmo lugar, mas com o rosto virado para o poente, e acharam estranho não haver vestígio sequer de que alguém o tivesse movido. Logo que chegaram ao sítio de seu administrador, contaram o fato e a notícia se espalhou, e assim que se soube pelos vizinhos, resolveram que Jorge Serrano e sua mulher Anna de Góes, seu filho Jorge Serrano e sua cunhada Cecília de Góes, ia ver o que foi contado pelos índios, e acharam a santa imagem e a colocaram em uma rede e a trouxeram alternadamente entre eles, até o sopé do morro da Juréia, local conhecido como rio Verde, onde foram alcançados por moradores vindos da Vila Nossa Senhora da Conceição de Itanhaém, que souberam da notícia, e os ajudaram no transporte até o alto do morro, onde estes prosseguiram até a barra do rio, no bairro Barra do Ribeira, onde os moradores da então vila de Iguape foram buscar a imagem. Esta foi então levada para um riacho, no sopé do Morro do Espia, onde sobre as pedras, foi banhada para lhe retirar o sal marinho e ser encarnada novamente.

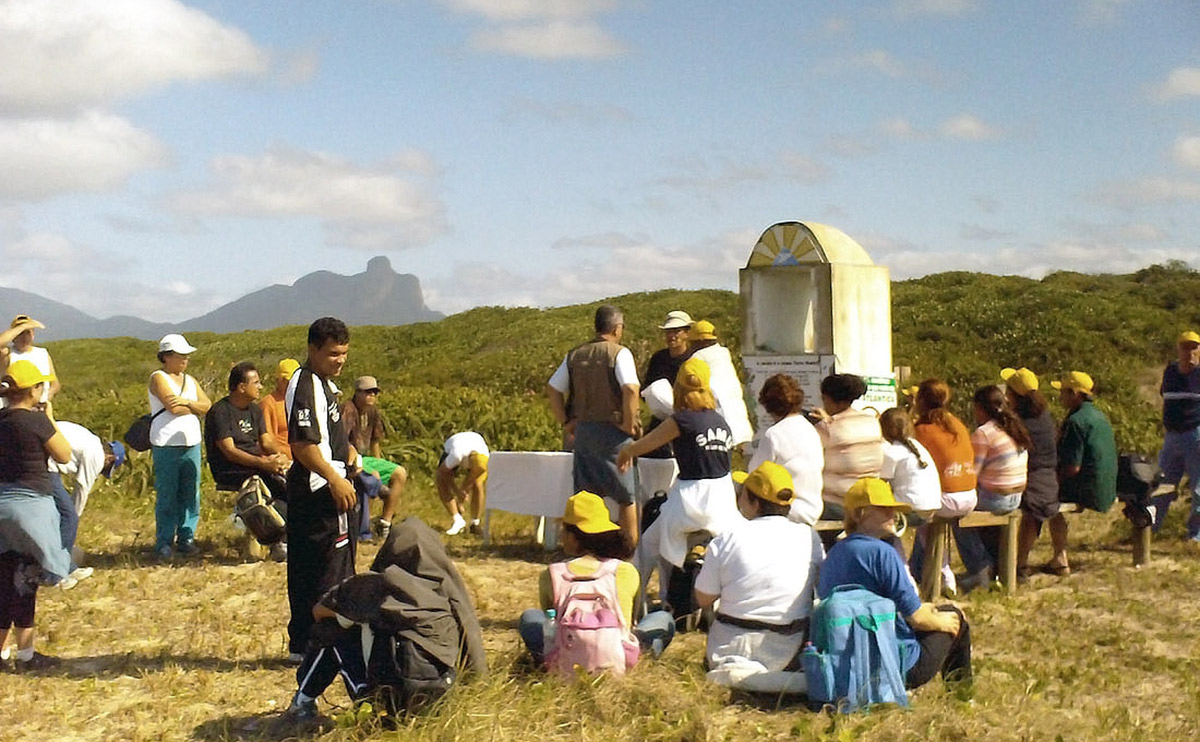
Missa celebrada na Praia do Una, no local do encontro da imagem.

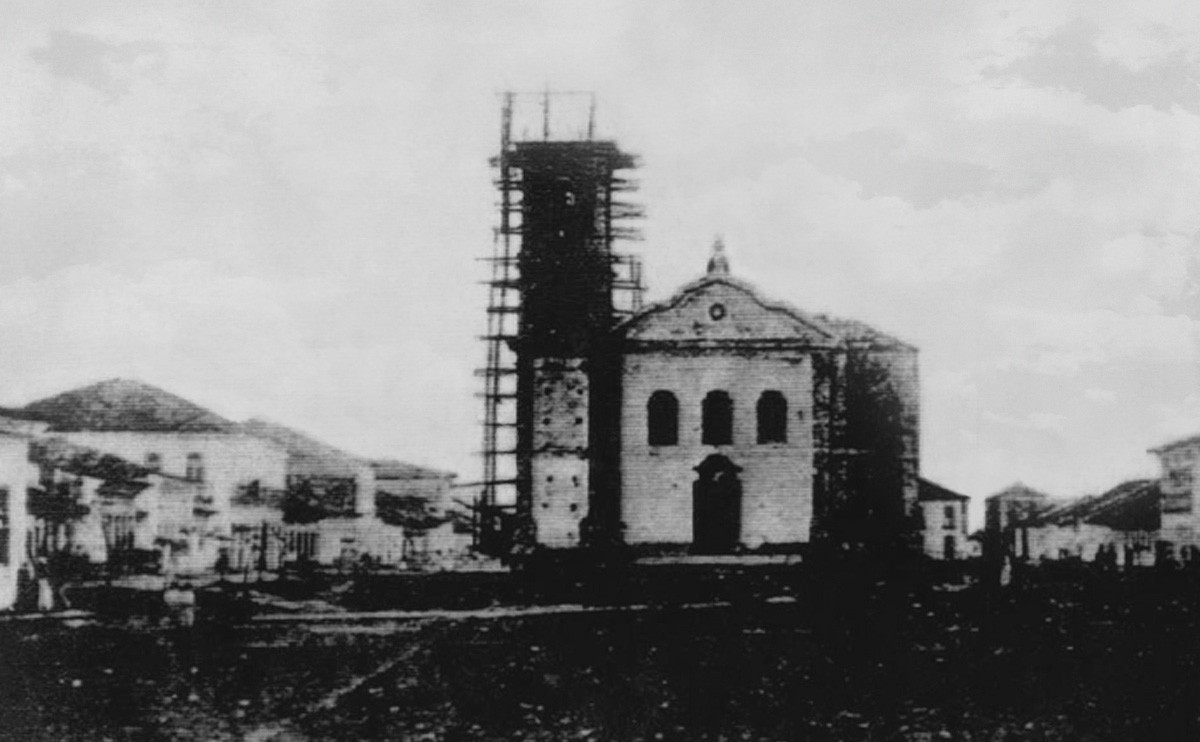
Construção da Igreja Matriz de Nossa Senhora das Neves, iniciada em 1780.

Após ser decorada, foi entronizada no altar-mor da antiga Igreja de Nossa Senhora das Neves em um sábado no dia 2 de novembro de 1647. No mesmo tempo em que foi achada a imagem na praia, foram vistas pelo Padre Manoel Gomes, Vigário da Ilha de São Sebastião, cruzar o mar de Norte a Sul, seis luzes iluminando uma grande circunferência, segundo disse o Vigário ao Reverendo Padre Antonio da Cruz, religioso da Companhia de Jesus, e que seja transmitida a todos, e estes louvem ao Senhor como convém, segundo a profecia: Orietur vobis Sol justitiae, et sanitas in pennis ejus (Para vós nascerá o Sol da justiça, e estará a salvação sob as suas asas - Ml 4,2). Este riacho ficou conhecido como Fonte do Senhor e segundo a lenda, a pedra sobre a qual a imagem foi banhada cresce continuamente, dando origem ao Senhor Bom Jesus de Iguape.
As notícias de acontecimentos miraculosos acompanhando a imagem transformaram Iguape em um centro de peregrinação. O trajeto percorrido pela estátua até chegar em Iguape até hoje é refeito em procissão que atravessa a Jureia-Itatins. São 29 km feitos a pé em meio a um ecossistema intocável com uma beleza natural que encanta não só as pessoas que atravessam a Estação Ecológica por devoção ao santo mas também os aventureiros que aproveitam a abertura da Estação para fazer uma caminhada em meio à Mata Atlântica.
Durante três dias a estação ecológica monta um esquema de segurança e apoio para visitação. É um passeio imperdível que ocorre na primeira semana de Agosto. Durante e após a procissão, conhecida por Travessia da Juréia, a festa fica por conta da cidade de Iguape e suas vilas vizinhas, que nesta época ficam lotadas de eventos e pessoas de todos os lugares do Brasil.

## Bibliográficas
- YOUNG, Ernesto G. Esboço Histórico da Fundação da cidade de Iguape. Revista do IHGSP, vol I, São Paulo, 1895 pp. 128–130.
- YOUNG, Ernesto G. Esboço Histórico da Fundação da cidade de Iguape. Revista do IHGSP, vol II, São Paulo, 1896 pp. 49–151.